# Die Blendung Simsons
Die Blendung Simsons ist ein Historiengemälde von Rembrandt van Rijn. Das 219,3 Zentimeter hohe und 305 Zentimeter breite Bild zeigt die Blendung Simsons und gehört zu den bedeutendsten Werken Rembrandts. Das Bild befindet sich in der Sammlung des Frankfurter Städel.

## Bildbeschreibung
Das Bild Die Blendung Simsons zeigt eine Episode aus der Geschichte des Richters Simson. Simson war ein Nasiräer, was ihm besondere Stärke verlieh, wenn er sich an drei Bedingungen hielt, wie etwa das Verbot, sich Bart und Haare zu schneiden. Die dargestellte Szene schließt sich an das Schneiden des Haares durch Delila an, die ihn an die Philister verriet. Dieser Aspekt der Handlung ist auch in diesem Gemälde aufgegriffen, da Delila im Hintergrund abgebildet ist, wie sie mit dem Haarschopf und der Schere in der Hand flieht. Auch mit den weiteren Personen stellte Rembrandt verschiedene Aspekte der Handlung dar. So musste Simson, nachdem ihm die Haare abgeschnitten worden waren, zu Boden gerungen und gefesselt werden, bevor ihm die Augen ausgestochen wurden. Dies vermittelte Rembrandt über die Kämpfer, von denen einer furchtsam den Schauplatz betritt, ein anderer Simson am Boden hält, einer ihn fesselt und einer die Augen aussticht. Die Stichwaffe ähnelt einem indonesischen kris. Die unmittelbare Handlung des Gemäldes ist der Höhepunkt der Geschichte, das Blenden mit dem eindringenden Messer und das aufspritzende Blut. Der Betrachter kann über das Bild die gesamte Handlung rekonstruieren.

## Provenienz
Rembrandt fertigte das Bild Die Blendung Simsons an, um Constantijn Huygens wegen der verspäteten Fertigstellung von Bildern des Passionszyklus damit zu bestechen. So ging dieses Bild in dessen Besitz über. Der Direktor des Städel, Ludwig Justi, erwarb 1905 Die Blendung Simsons von der gräflichen Familie Schönborn aus dem Wiener Palais Schönborn-Batthyány. Das Gemälde war dabei in Frankfurt aufgrund der drastischen Darstellung nicht unumstritten. Der hohe Preis von 336.000 Mark wurde vom Museumsverein, der Stadt und privaten Spendern aufgebracht. 
Im Podcast des Städel Museums, Blinded by Rembrandt, befasst sich der Journalist Michel Abdollahi mit vier Themen des Bildes: der Liebe, der Sinnlichkeit, der Gewalt und dem Fremden.